# 쥬라기월드: 에볼루션
《쥬라기 월드: 에볼루션》(Jurassic World Evolution ™)은 프론티어 디밸롭먼트에서 개발한 공룡경영시뮬레이션 게임이다.

## 게임 플레이

### 캠페인 모드
캠페인 모드는 과학부, 오락부, 보안부의 계약을 완수하고 각 부서의 평판과 섬의 명성을 쌓으며 공룡의 공백 유전자를 채울 수 있는 유전자 모체, 시설물 업그레이드 등을 연구하며 진행해가는 모드이다.

### 챌린지 모드
챌린지 모드는 일정한 목표와 제한을 가지고 하나의 섬을 자유롭게 경영하는 모드이다.

## 통제실(단축키 1)

### 섬 관리

#### 섬 등급
섬 등급에 반영되는 공룡들의 다양성과, 복지 등을 기준으로 평가되는 공룡 등급과 안전과 수용량, 만족도로 평가되는 시설 등급을 확인할 수 있다.
또한, 현재 섬의 관람객 수 및 일정 등급 달성시 받게되는 보상을 확인 할 수 있다.

#### 재무
수입과 지출의 총계 및 이번 달과 지난 달의 재무 분석을 확인할 수 있다.

#### 계약
수락하고 현재 진행중인 계약의 목표와 각 부서의 평판 변화, 자금 보상을 확인 할 수 있다.
또한, 계약을 새로 받거나 기존의 계약을 파기 할 수 있다.

#### 평판
과학부, 오락부, 보안부 각각의 평판을 확인 할 수 있다.

한 부서의 계약을 완수할 때마다 해당 부서의 평판이 오르고, 일정 수준을 넘으면 미션이나 보상을 받을 수 있다.

특정 부서의 평판이 다른 부서들보다 일방적으로 낮을수록, 사보타주가 일어날 가능성이 높아진다. 사보타주는 3가지의 사고로 나타난다.
- 정전은 발전소가 전력 공급을 중단하는 사고이다. 레인저 팀을 발전소에 파견해 발전소를 재가동시켜 해결할 수 있다.
- 중독은 일부 공룡이 중독에 빠지는 사고이다. 이또한 레인저 팀을 우리에 파견해 공룡을 치료하면 해결할 수 있다.
- 게이트 개방은 공원의 모든 게이트가 일시에 개방되는 사고이다. 레인저 팀을 일일이 파견해 모든 게이트를 닫아주거나, 모든 게이트를 철거하면 해결할 수 있다.

#### 미션
각 섬의 세 부서마다 일정수준의 평판에 도달하면 미션을 받을 수 있다. 미션을 완수하면 보상을 받고, 섬의 모든 미션을 완수하면 잠겨있는 섬을 풀어 진행할 수 있다.

### 섬 탐색
죽음의 5도로 불리는 이슬라 마탄세로스, 이슬라 뮤에르테, 이슬라 소르나, 이슬라 타카뇨, 이슬라 폐나, 이슬라 누블라 섬의 정보를 확인하거나 해당 섬으로 이동할 수 있다.각 섬마다 기후조건과 건설할 수 있는 땅의 크기가 다르며, 시작 조건또한 다르다. 모든 연구와 화석 인벤토리, 탐사 지도의 진행상황이 공유되지만, 운영자금은 각각의 섬마다 따로 사용한다.
'우박사의 비밀' DLC 구매시 이슬라 뮤에르테 섬의 동부지역과 이슬라 타카뇨의 연구시설 지역이 추가된다.

### 탐사 지도
전세계의 실제 지층을 바탕으로 그 지층에서 발견되는 공룡의 뼈를 발굴팀을 파견해 공원으로 가져올 수 있다. 지층은 연구를 통해 해금되고, 발굴할수록 점점 고갈된다.
발굴팀 또한 연구를 통해 최대 3팀까지 늘릴 수 있다.

### 화석
발굴된 화석은 여기서 확인할 수 있다. 공룡 화석의 DNA를 추출하면 화석의 품질에 따라 해당 공룡의 게놈이 점점 완성된다. 게놈의 50%를 완성하면 공룡을 방사장에서 부화시킬 수 있다. 게놈을 완성시킬수록 조작할 수 있는 유전자 공백 ID가 늘어나고, 부화성공률이나 기본적인 형질수치를 향상 시킬 수 있다.
공룡화석과 함께 일반 화석이나, 광물이 발견되기도 하는데 이를 판매할 수 있다.

### 연구
발굴할 수 있는 공룡의 화석, 더욱 강력한 울타리, 확장형 공룡급식기, 더 많은 관람명소, 겉모습 (피부색) 유전자, 형질 유전자, 혼종 프로젝트, 의학 치료, 전체 시설, 각 건물 업그레이드 및 새로운 건물 잠금해제를 섬 등급 조건 충족시 연구하여 해금 할 수 있다.

### 인젠 데이터베이스
공룡탭, 발굴지탭, 고생물학탭, 유전자탭, 주요 장소탭, 기록탭등 각각의 탭에서 공룡과 고생물학에 대한 지식과 쥬라기 공원 및 쥬라기 월드 시리즈 영화에 대한 정보와 사진자료를 볼 수 있다.

## 지도
공원의 지도를 볼 수 있다. 탭은 모두보기, 공룡, 차량으로 나누어져있고, 모두보기탭에서는 울타리와 시설, 차량과 공룡을 간소화된 지도를 통해 공원을 실시간으로 볼 수 있다. 공룡탭에서 오직 공룡들만을 지도상에 표시하여 현재 위치 및 상태를 신속하게 볼 수 있다. 차량탭에서는 현재 운용중인 ACU 헬리콥터 및 레인저팀의 위치를 볼 수 있다.

## 경영 관점

### 전력
공원내 송전 벙위를 보여준다. 전력은 발전소로부터 출력되어 변전소를 통해 건물에 공급된다. 이 탭에서는 총 전기출력의 양과 총 사용전력의 양을 토대로 총 가용 전력 즉, 더 사용할 수 있는 전력의 양을 알려준다. 또한 전력이 부족할 시 총 필요 전력탭에서 발전소를 업그레이드하거나 신축하여 확보해야하는 전력의 양을 알려준다. 또한 공원내에 있는 모든 발전소 및 변전소의 개수를 알려준다. 변전소 범위를 통해 전력이 공급되는 범위를 확인할 수 있다.

### 날씨
공원내에 폭풍이 발생할시, 폭풍으로부터 시설에 받는 피해를 막아주는 폭풍 대비 센터의 범위를 표시해준다. 일반 폭풍 대비 센터는 폭풍으로부터 40%의 피해를 줄여주고, 고급 폭풍 대비 센터는 거의 모든 폭풍 피해를 막아준다.

### 대피소
공룡의 탈출이나 폭풍으로부터 대피할 수 있는 대피소에대한 관람객의 수요와 도달 범위를 나타낸다. 또한 공원내 대피소 보급률을 백분율로 표시해준다.

### 관람 명소 재무
관람 명소의 재무상태를 보여준다. 이익을 내고있는 건물은 푸른색에 가깝게, 손해를 보고있는 건물은 붉은색에 가깝게 나타낸다. 또한 수입과 유지비, 그리고 이익을 간단히 나타내어 신속히 공원의 재무 상황을 알 수 있다.

### 음식
배고픈 관람객의 위치를 가장 가까운 시설을 통해 알려준다. 음식점에 대한 수요가 높은 관람객이 많을수록 시설이 붉은색에 가깝고, 음식점에 대한 수요가 낮은 관람객이 많을수록 푸른색에 가깝다. 또한 공원내 음식 등급을 백분율로 나타내어 배고픈 관람객의 위치와 음식이 배고픈 관람객에게 원활하게 공급되는지 알 수 있다.

### 음료
목마른 관람객의 위치를 가장 가까운 시설을 통해 알려준다. 이또한 음식점에 대한 수요가 높은 관람객이 많을수록 시설이 붉은색에 가깝고, 음식점에 대한 수요가 낮은 관람객이 많을수록 푸른색에 가깝다. 또한 공원내 음료 등급을 백분율로 나타내어 목마른 관람객의 위치와 음료가 목마른 관람객에게 원활하게 공급되는지 알 수 있다.

### 쇼핑
쇼핑을 원하는 관람객의 위치를 가장 가까운 시설을 통해 알려준다. 상점에 대한 수요가 높은 관람객이 많을수록 시설이 붉은색에 가깝고, 상점에 대한 수요가 낮은 관람객이 많을수록 푸른색에 가깝다. 또한 공원내 쇼핑 등급을 백분율로 나타내어 쇼핑을 하고싶은 관람객의 위치와 상점이 쇼핑을 원하는 관람객에게 원활하게 공급되는지 알 수 있다.

### 재미
즐길거리를 찾는 관람객의 위치를 가장 가까운 시설을 통해 알려준다. 놀이시설에 대한 수요가 높은 관람객이 많을수록 시설이 붉은색에 가깝고, 놀이시설에 대한 수요가 낮은 관람객이 많을수록 푸른색에 가깝다. 또한 공원내 놀이 등급을 백분율로 나타내어 즐길거리를 찾는 관람객의 위치와 놀이시설이 즐길거리를 찾는 관람객에게 원활하게 공급되는지 알 수 있다.

### 교통
공원에 입구에서부터 관람 명소까지 더 짧은 경로를 원하는 관람객의 위치를 가장 가까운 시설을 통해 알려준다. 교통수단에 대한 수요가 높은 관람객이 많을수록 시설이 붉은색에 가깝고, 교통수단에 대한 수요가 낮은 관람객이 많을수록 푸른색에 가깝다. 또한 공원내 교통 등급을 백분율로 나타내어 교통수단을 원하는 관람객의 위치와 교통수단이 관람객에게 원활하게 공급되는지 알 수 있다.

## 우리
공원 수입의 원천이 되는 공룡을 전시할 수 있는 우리와 관람 시설을 건설 할 수 있다.

### 해먼드 창조 연구소
해먼드 창조 연구소는 기본적으로 화석 추출을 통해 50%이상의 게놈을 확보한 공룡을 부화시킬 수 있는 2개의 부화실을 갖춘 부화장이다. 또한 연구가 완료되어 공격, 방어, 수명, 회복력, 등급, 피부색을 바꿀 수 있는 모체 유전자를 삽입하거나 교체하는 게놈 조작을 할 수 있다. 유전자를 삽입하면 부화 성공률은 떨어지지만 공룡의 등급이 올라간다. 또한 각 모체 유전자간의 관계에 따라 각각의 형질도가 상승하거나 하락한다. 시설 업그레이드를 통해 부화 속도를 가속시키거나 부화 성공률을 높이거나 부화실을 추가할 수 있다. 업그레이드는 총 3개의 슬롯에 연구가 완료된 업그레이드 사항을 요금과 소량의 전력 부담을 대가로 장착할 수 있다. 업그레이드 버전이 높아질수록 품질과 요금이 높아진다. 부화장 보험을 연구하면, 부화실패로 인해 낭비된 자금을 보상받을 수 있다.

### 울타리
공룡과 관람객이 활동할 수 있는 구역을 나눌 수 있다. 경량 강철 울타리, 전기 경량 강철 울타리, 중량 강철 울타리, 전기 중량 강철 울타리, 콘크리트 벽, 전기 콘크리트 벽 순으로 내구성이 강하다. 전기가 필요한 울타리는 변전소를 설치하여 전력을 공급시켜야 효과를 볼 수 있다. 울타리는 사후에 전시될 공룡에 따라 내구성이 약하거나 강한 울타리로 교체할 수 있다. 게이트를 건설하면 공룡이나 레인저 팀이 바깥과 우리 혹은 우리와 우리 사이를 통행할 수 있도록 도와준다. '쥬라기 공원으로의 귀환' DLC로출시된 새장을 제외한 모든 울타리는 투어 게이트 설치가 가능하다. 자이로스피어와 사파리 트럭과 포드 익스플로러는 투어 게이트를 통과하여 여러 방사장의 내부를 돌아다닐 수 있다. 단, 포드 익스플로러는 공룡에게 공격을 받으면 포드 익스플로러 투어가 강제로 셧-다운 되니 대형 육식공룡이 서식하는 방사장에는 가급적 설치하지 않는 편이 좋다.

### 급식기
공룡의 배고픔을 해결하는 먹이를 공급해준다. 우리의 규모 혹은 전시되는 공룡 무리의 규모에 따라 한 우리안에 여러대의 급식기가 필요 할 수 도 있다. 급식기는 먹이 공급 주기마다 먹이를 새로 공급한다. 이에 의해 비축량이 줄어들면 레인저 팀을 파견하거나 직접 운전하여 급식기의 비축량을 공급해 주어야한다. 먹이 공급 주기는 우리의 상황에 따라 임의적으로 최소 3분에서 45분까지 설정할 수 있다. 또한 사용률을 계산해 급식기의 효율도 알 수 있다. 지금 한번 먹이 공급을 통해 플레이어가 즉시 공룡에게 먹이를 공급할 수 있다.
급식기의 종류는 키 작은 초식공룡 급식기, 키 작은 초식공룡 고식물 급식기, 확장형 키 작은 초식공룡 급식기, 키 큰 초식공룡 급식기, 키 큰 초식공룡 고식물 급식기, 확장형 키 큰 초식공룡 급식기,물고기 급식기, 육식공룡 급식기, 확장형 육식공룡 급식기, 살아있는 미끼 공급기로 나뉜다. 키 작은 초식공룡 급식기는 말그대로 용각류가 아닌 초식공룡을 위한 급식기이고 키 큰 초식공룡 급식기는 용각류같이 키가 큰 초식공룡을 위한 급식기이다. 육식공룡 급식기는 모든 육식공룡이 공급받을 수 있는 고기덩어리를 공급하고 살아있는 미끼 공급기는 육식공룡이 사냥할 수 있게끔 살아있는 염소를 공급한다. 확장형 급식기는 한번에 더 많은 먹이를 공급할 수 있고, 연구를 통해 건설할 수 있다. 

키 작은 초식공룡 고식물 급식기와 키 큰 초식공룡 고식물 급식기 그리고 물고기 급식기는 클레어의 보호구역' DLC를 구입하면 추가된다.

### 관람 명소
공룡을 관람할 수 있는 시설이다.
- 관람대는 울타리에 붙여서 설치하여 지상에서 공룡을 관람할 수 있는 건물이다.
- 전망대는 관람대에서 볼 수 있는 거리보다 더 멀리있는 공룡을 관람할 수 있는 건물이다.
- 자이로스테이션은 우리 안을 자이로스피어를 타고 지정된 경로를 순환하며 더 가까이에서 공룡을 관람할 수 있는 놀이 시설이다. 직원을 추가하거나 종류를 변경하면 관람객의 수와 수입을 늘릴 수 있다.
- 쥬라기 투어는 우리 안을 사파리 트럭을 타고 지정된 경로를 순환하며 더 가까이에서 공룡을 관람할 수 있는 놀이 시설이다. 직원을 추가하거나 종류를 변경하면 관람객의 수와 수입을 늘릴 수 있다. '클레어의 보호구역' DLC를 구입하면 추가된다.
- 포드 익스플로러는 영화 1편에 나왔던 포드 익스플로러를 타고 공원을 돌아다니며 공룡을 관찰할 수 있는 놀이 시설이다. 직원을 추가하거나 종류를 변경하면 관람객의 수와 수입을 늘릴 수 있다. 투어 차량들 중에서 유일하게 무적 판정이 존재하지 않는다. 공룡에게 공격을 받으면 차량이 박살나면서 투어가 나머지 이용객들을 보호한다는 명분으로 강제로 셧-다운된다. 강제로 셧-다운된 투어는 레인저 팀을 시켜서 재가동 시킬 수 있다. '쥬라기 공원으로의 귀환'DLC를 구입하면 추가된다.

## 시설
공원이 원활하게 운영되기 위해 섬에 필요한 건물들이다. 일부 시설은 한 섬에 하나밖에 설치할 수 없다.

### 탐사 센터
전세계의 발굴지로 발굴팀을 파견할 수 있게 하는 시설이다. 업그레이드를 통해 발굴 속도와 귀금속 및 광물의 발굴 확률을 향상시킬 수 있다.
섬에 탐사 센터가 없다면, 통제실에서 탐사 지도 탭으로 접근 할 수 없다. 탐사센터는 한 섬에 하나밖에 지을 수 없다.

### 화석 센터
발굴팀이 가져온 화석을 관리할 수 있는 시설이다. 업그레이드를 통해 DNA 추출 속도를 가속화 하거나 인벤토리 공간을 확장할 수 있다.
섬에 화석 센터가 없다면, 통제실에서 화석 탭으로 접근 할 수 없다. 화석 센터는 한 섬에 하나밖에 지을 수 없다.

### 연구 센터
기술 연구나 유전자 모체 연구, 시설 개선 연구등을 할 수 있게 해주는 시설이다. 업그레이드를 통해 연구속도를 가속화하거나 연구 비용을 감소시켜 준다.
섬에 연구 센터가 없다면, 통제실에서 연구 탭으로 접근 할 수 없다. 연구 센터는 한 섬에 하나밖에 지을 수 없다.

### 레인저 본부(단축키 R)
공룡의 사진을 찍어 수입을 올리거나 질병에 걸린 공룡을 치료하며 체력을 회복시키고, 폭풍으로 망가진 건물들을 수리하고 급식기를 재보충 할 수 있는 레인저 팀을 공원내에 파견하는 시설이다.
업그레이드를 통해 맡길 수 있는 임무 스케줄을 추가하거나 레인저 라이플의 정확도 및 장전 속도를 향상시켜 공룡의 질병에 신속히 대처할 수 있게끔 할 수 있다. 레인저 지프의 스킨을 1993년 쥬라기 공원에 등장한 모델이나 좀 더 현대적인 모델로 바꿀 수 있다. 직접 레인저 지프를 몰아 임무를 수행할 수 있으며, 연료 개념이 없다. ACU 센터와 더불어 공원에 필수적인 시설이다.
쥬라기 공원으로의 귀환 DLC가 출시되면서 레인저 지프의 무적 판정이 사라지게 되었다. 흥분한 공룡들의 시야에 레인저 지프가 포착되면 레인저 팀이 공격을 받는다. 흥분한 공룡들에게 공격받은 레인저 팀의 지프는 체력이 다 떨어지기 전에 서둘러 레인저 본부로 귀환하면 떨어진 체력을 다시 보충할 수 있지만, 체력이 0으로 떨어지게 되면 기동이 불가능하게 되며, 새로 고용하는 것 말고는 방법이 없다. 그렇기 때문에 방사장 내부로 레인저 팀을 투입 시킬 때 항상 공룡들에게 언제든지 공격받을 수 있다는 점을 명심해야만 한다. 프론티어 측에서는 무적 판정이 사라진 레인저 팀을 보고 크게 분노하는 유저들을 진정시키고자, 방사장 내부로 투입되는 레인저 팀의 호신용 무기로 마취제와 플레어를 지급하였다. FM적인 방법은 플레어를 쏘아 공룡들의 주의를 분산시켜놓고, 마취제를 발사해 공룡들을 진정시켜서 레인저 팀과 관람객들을 위험으로 보호하고 작업을 시작하는 것이다. 키보드의 Q버튼과 E버튼으로 탄종을 바꿀 수 있으니 참고하도록 한다.(1.질병 치료 2.마취 3.플레어)

### ACU 센터(단축키 T)
- ACU 헬리콥터는 관람객을 위협하거나 이동이 필요한 공룡을 진정시킨다. 공룡을 원하는 장소로 옮기기 위해서는 헬리콥터를 통한 진정제 투여가 우선되어야 한다. 업그레이드를 통해 맡길 수 있는 임무 스케줄을 추가하거나 ACU 라이플의 정확도 및 장전 속도를 향상시킬 수 있다.

쥬라기 공원으로의 귀환 DLC가 출시되면서 레인저 팀과 함께 입체적인 작전을 짤 수 있게 되었다. 지프를 타고 작전을 수행하는 레인저 팀을 헬리콥터 병력이 엄호해줄 수 있다. 레인저 팀과 마찬가지로 키보드의 Q버튼이나 E버튼을 눌러서 1.마취 2. 질병 치료 3. 플레어 순으로 탄종을 바꿀 수 있다. 그리고 레인저 팀과 마찬가지로 사진을 찍어서 제출함으로써 추가적인 수입을 발생시킬 수 있다.
- 수송팀은 잠들어 있는 공룡을 옮기거나 죽은 공룡을 처리한다. 잠든 공룡은 판매도 가능하다. 연구를 통해 수송팀 가속화가 가능하다.

### 폭풍 대비 센터
열대 폭풍으로부터 시설에 받는 피해를 40% 줄여준다. 경영 관점의 날씨 탭에서 폭풍 대비 범위를 확인 할 수 있다.
- 고급 폭풍 대비 센터는 폭풍으로부터 범위내의 건물들을 폭풍 대비 센터보다 훨씬 높은 확률로 보호한다.

### 각 부서의 센터
- 과학 센터는 과학부의 평판이 높을수록 추가 수입이 생긴다.
- 보안 센터는 보안부의 평판이 높을수록 추가 수입이 생긴다.
- 혁신 센터는 오락부의 평판이 높을수록 추가 수입이 생긴다. 쥬라기월드의 삼성 이노베이션 센터[1]로 등장하는 건물이다.

### 온실
초식공룡의 수명과 등급을 향상시킬 수 있는 고식물을 재배하는 시설이다. 재배할 수 있는 고식물은 다음과 같다.
- 이끼
- 은행나무
- 속새식물
- 나무고사리
- 썩은나무
- 침엽수
- 소철
- 뽀뽀나무
- 풀
- 야자나무

## 관람객
관람객의 안전과 배고픔, 목마름, 재미, 쇼핑, 교통을 담당하는 건물이다. 오직 연구를 완료해야만 잠금해제가 가능한 건물이 있다.

### 비상 대피소
공룡이 우리를 탈출하거나 폭풍 경보가 발령되었을 때, 비상 대피소를 개방하여 관람객들을 안전히 보호 할 수 있다. 비상 대피소의 보급률이 저조할수록 섬의 시설 등급이 떨어진다.

### 호텔
관람객들을 공원에 오래 머무르게 할 수 있다. 관람객이 너무 많아진다면, 호텔을 지어 수용량을 늘리고 시설 등급을 높일 수 있다.

### 기념품 상점
관람객의 놀이와 쇼핑의 수요를 충족시킨다. 판매 아이템과 그 가격을 설정하고 직원의 수를 고객의 수에 따라 적절히 조정함으로써 이익을 최대화 할 수 있다.

### 패스트푸드
관람객의 음식과 음료, 그리고 극소량의 놀이 수요를 충족시킨다. 판매 아이템과 그 가격을 설정하고 직원의 수를 고객의 수에 따라 적절히 조정함으로써 이익을 최대화 할 수 있다.

### 비디오 게임 센터
관람객의 놀이 수요와 소량의 음료 수요를 충족시킨다. 판매 아이템과 그 가격을 설정하고 직원의 수를 고객의 수에 따라 적절히 조정함으로써 이익을 최대화 할 수 있다. 연구를 통해 잠금해제 할 수 있다.

### 장난감 상점
관람객의 놀이 수요와 소량의 쇼핑 수요를 충족시킨다. 판매 아이템과 그 가격을 설정하고 직원의 수를 고객의 수에 따라 적절히 조정함으로써 이익을 최대화 할 수 있다. 연구를 통해 잠금해제 할 수 있다.

### 화석 박물관
관람객의 소량의 쇼핑, 놀이 수요를 충족시키고, 극소량의 음료 수요를 충족시킨다. 판매 아이템과 그 가격을 설정하고 직원의 수를 고객의 수에 따라 적절히 조정함으로써 이익을 최대화 할 수 있다. 연구를 통해 잠금해제 할 수 있다.

### 바
관람객의 음료 수요와 소량의 놀이 수요, 극소량의 음식 수요를 충족시킨다. 판매 아이템과 그 가격을 설정하고 직원의 수를 고객의 수에 따라 적절히 조정함으로써 이익을 최대화 할 수 있다. 연구를 통해 잠금해제 할 수 있다.

### 패션 상점
관람랙의 쇼핑 수요와 극소량의 놀이 수요를 충족시킨다. 판매 아이템과 그 가격을 설정하고 직원의 수를 고객의 수에 따라 적절히 조정함으로써 이익을 최대화 할 수 있다. 연구를 통해 잠금해제 할 수 있다.

### 볼링장
관람객의 놀이 수요와 극소량의 음식, 음료 수요를 충족시킨다. 판매 아이템과 그 가격을 설정하고 직원의 수를 고객의 수에 따라 적절히 조정함으로써 이익을 최대화 할 수 있다. 연구를 통해 잠금해제 할 수 있다.

### 레스토랑
관람객의 음식, 음료 수요를 충족시킨다. 판매 아이템과 그 가격을 설정하고 직원의 수를 고객의 수에 따라 적절히 조정함으로써 이익을 최대화 할 수 있다. 연구를 통해 잠금해제 할 수 있다.

### 모노레일 탑승장
공원 입구에서 너무 멀리 떨어져있는 관광 명소나 시설에 관람객이 빠르게 이동할 수 있도록 돕는다. 적절한 간격마다 탑승장을 건설 한 후 모노레일 선로를 이으면 교통 등급을 올릴 수 있다. 이는 곧 시설 등급에 반영되어 섬 등급을 상승시킬 수 있다. 모노레일 탑승장은 순환선이 아니어도 정상적으로 작동한다.

### 화장실
화장실은 관람객들이 배변 및  배뇨 욕구를 해소하도록 돕는다. 직원의 수를 고객의 수에 따라 적절히 조정함으로써 수용량을 늘릴 수 있다. 단, 이익은 절대 발생하지 않으며, 오로지 지출만 늘어난다.

## 전력
섬에서 모든 건물이 기본적으로 필요로 하는 전력을 담당하는 건물들이다.

### 송전탑
발전소와 변전소, 변전소와 변전소 사이에 전력을 잇는다.

### 변전소
발전소로부터 전력을 받아 근처 건물에 공급한다. 송전탑을 통해 발전소와 연결되어 있어야 한다.
- 대형 변전소는 변전소보다 넓은 범위에 전력을 공급한다. 연구를 통해 잠금해제 할 수 있다.

### 소형 발전소
분당 유지비를 소모하며 60의 전기를 생산한다. 2개의 업그레이드 슬롯을 가지고 있다. 모든 발전소는 업그레이드를 통해 유지비를 절감하거나 전력의 출력을 증가시킬 수 있다. 출력 증가 업그레이드는 정전 위험의 페널티를 받고 전기 출력을 증가시키는데, 정전 예방 업그레이드로 이를 보완할 수 있다. 정전 예방 업그레이드 없이 출력 증가 업그레이드를 장착할 경우, 정전 사태가 발생 할 수 있다. 정전 사태가 발생하면, 해당 발전소의 전력 출력이 완전히 차단되고 레인저 팀을 파견하여 이를 해결할 수 있다.
- 중형 발전소는 더 많은 유지비를 소모하여 80의 전기를 생산한다. 3개의 업그레이드 슬롯을 가지고 있다. 연구를 통해 잠금해제 할 수 있다.
- 대형 발전소는 훨씬 많은 유지비를 소모하여 100의 전기를 생산한다. 5개의 업그레이드 슬롯을 가지고 있다. 연구를 통해 잠금해제 할 수 있다.

## 길
싼 길, 보통 길, 비싼 길로 나뉘어있다. 보통 길부터 넓은 길을 만들 수 있고, 비싼 길은 밤에 은은한 빛이 나는 가로등을 가지고 있다. 이미 설치된 길을 싸거나 비싼길로 교체할 수 있다.

## 조경
자연 탭에서는 숲이나 관목을 선택한 후 반경 조절이 가능한 브러쉬로 우리나 공원을 꾸밀 수 있다. 혹은 건설이나 시야확보를 위해 제거를 할 수도 있다. 물 탭에서는 반경조절이 가능한 브러쉬로 물 웅덩이를 만들 수 있다. 우리에는 물 웅덩이가 필수적으로 필요하다. 물 제거를 통해 다시 땅으로 만들 수도 있다. 지형 탭에서는 경사과 반경 조절이 가능한 브러쉬로 올리기와 내리기를 통 지형을 조정할 수 있고 땅 고르기와 땅 다지기로 평평하거나 완만하게 할 수 있다.

## 철거
설치한 시설이나 건물을 철거 할 수 있다. 철거 할 때마다 환급액을 받는다.

## 등장하는 생물
쥬라기공원 오퍼레이션 제네시스에 등장했던 공룡과 쥬라기 월드 및 쥬라기 월드: 폴른 킹덤에 등장했던 혼종 공룡이 등장한다. DLC가 출시될 때마다 전시할 수 있는 생물이 추가되고 있다.

### 초식
키 작은 초식공룡 급식기, 확장형 키 작은 초식공룡 급식기, 키 큰 초식공룡 급식기, 확장형 키 큰 초식공룡 급식기 등을 우리안에 갖추어야하고 모든 크기의 개체를 개체수 지수 및 사교 지수에 한하여 합사할 수 있다.

#### 오르니토미무스류
- 갈리미무스
- 스트루티오미무스
- 아르카이오르니토미무스 '디럭스 공룡 팩' DLC를 구입하면 추가된다.

#### 후두류
- 드라코렉스
- 스티기몰로크
- 파키케팔로사우루스
- 호말로케팔레 '초식공룡 팩' DLC를 구입하면 추가된다.

#### 조각류
- 마이아사우라
- 무타부라사우루스
- 올로로티탄'우박사의 비밀'DLC를 구입하면 추가된다
- 이구아노돈 '백악기 공룡 팩' DLC를 구입하면 추가된다.
- 에드몬토사우루스
- 친타오사우루스
- 코리토사우루스
- 파라사우롤로푸스
- 오우라노사우루스 '클레어의 보호구역' DLC를 구입하면 추가된다.
- 드리오사우루스 '초식 공룡 팩' DLC를 구입하면 추가된다.

#### 검룡류
- 기간트스피노사우루스
- 스테고사우루스
- 충킹고사우루스
- 켄트로사우루스
- 후양고사우루스

#### 곡룡류
- 노도사우루스
- 사우로펠타
- 안킬로사우루스
- 크리크톤사우르스 '디럭스 공룡 팩' DLC를 구입하면 추가된다.
- 폴라칸투스
- 유오플로케팔루스 '클레어의 보호구역' DLC를 구입하면 추가된다.

#### 각룡류
- 스티라코사우루스 '디럭스 공룡 팩' DLC를 구입하면 추가된다.
- 시노케라톱스
- 카스모사우루스
- 토로사우루스
- 트리케라톱스
- 펜타케라톱스

#### 용각류
- 드레드노투스 '백악기 공룡 팩' DLC를 구입하면 추가된다.
- 디플로도쿠스
- 마멘키사우루스
- 브라키오사우루스
- 아파토사우루스
- 카마라사우루스
- 니게르사우루스 '초식 공룡 팩' DLC를 구입하면 추가된다.

### 육식
육식공룡 급식기, 확장형 육식공룡 급식기, 살아있는 미끼 공급기 등을 우리안에 갖추어야하고 1종 이상의 개체를 합사하기 어렵다.

#### 소형 육식
- 딜로포사우루스
- 데이노니쿠스
- 벨로시랩터
- 트로오돈 '우 박사의 비밀' DLC를 구입하면 추가된다.
- 프로케라토사우루스 '육식 공룡 팩' DLC를 구입하면 추가된다.
- 헤레라사우루스 '육식 공룡 팩' DLC를 구입하면 추가된다.

#### 중형 육식
- 마중가사우루스 '디럭스 공룡 팩' DLC를 구입하면 추가된다.
- 메트리아칸토사우르스
- 바리오닉스
- 수코미무스 '디럭스 공룡 팩' DLC를 구입하면 추가된다.
- 알로사우루스
- 카르노타우루스
- 케라토사우루스
- 알베르토사우루스 '클레어의 보호구역' DLC를 구입하면 추가된다.

#### 대형 육식
- 기가노토사우루스
- 스피노사우루스
- 아크로칸토사우루스
- 카르카로돈토사우루스 '백악기 공룡 팩' DLC를 구입하면 추가된다.
- 티라노사우루스

### 익룡
'쥬라기 공원으로의 귀환' DLC를 구입만 하면 익룡을 새장 안에 풀어놓고 사육 할 수 있다.  폭풍이 새장을 강타하여 새장에 커다란 구멍이 뚫리면 탈출한다. 탈출한 익룡은 현재로서는 다시 포획할 방법이 없어서 새로 키우는 편이 낫다. 그나마 다행인 점은 하늘 위로 힘차게 날아올라 새장에 뚫린 구멍을 통과해 넓은 세상 밖으로 나온 익룡은 시설이나 관람객들이나 직원들이나 다른 공룡들에게 피해를 주지 않는다는 점이다. 하지만 쥬라기 공원으로의 귀환 DLC가 출시됨과 동시에 레인저 지프의 무적 판정이 사라진 것을 보면, 프론티어 측이 업데이트를 통해 버드 스트라이크로 ACU의 기동 헬기를 땅으로 추락시킬 가능성이 아주 높다. 현재 사육이 가능한 익룡은 프테라노돈이 유일하다.
• 프테라노돈

### 혼종
연구를 통해 방사할 수 있는 1종 이상의 개체를 한 개체로 혼합한 공룡이다. 비혼종 공룡보다 연구비와 부화 부담금이 크고 등급또한 높다.
- 스테고케라톱스는 스테고사우루스와 트리케라톱스가 혼합된 종이다. '우 박사의 비밀' DLC를 구입해야 추가되는 생물이다.
- 스피노랩터는 스피노사우루스와 벨로시랩터가 혼합된 종이다. '우 박사의 비밀' DLC를 구입해야 추가되는 생물이다.
- 안킬로도쿠스는 안킬로사우루스와 디플로도쿠스가 혼합된 종이다. '우 박사의 비밀' DLC를 구입해야 추가되는 생물이다.
- 인도미누스 렉스는 쥬라기 월드에서 처음 등장하였고, 여러 수각류의 유전자를 기반으로 다양한 유전자를 조합해 만들어진 가상의 하이브리드 공룡이다.[2]
- 인도랩터는 쥬라기 월드: 폴른 킹덤에서 처음 등장하였고, 인도미누스 렉스와 벨로시랩터의 유전자를 조합해 만들어진 가상의 하이브리드 공룡이다.[3]

## 평가
이 게임은 쥬라기 공원 시리즈를 기반으로 한 쥬라기 공원 오퍼레이션 제네시스의 정신적 후속작으로 평가받고 있다. 게임은 전체적으로 복합적인 평가를 받았다. 국내 게임 전문 웹진인 인벤에서는 우수한 그래픽에 비해 공룡들의 행동양식이 단순하고, 평판을 쌓고 미션을 완수하며 콘텐츠를 해금하는 것이 플레이어에게 답답한 느낌을 준다는 점에서 정신적 후속작 보다는 개선에 가깝다는 평가를 내렸다. 게임스레이다는 게임속에 등장하는 메뉴의 UI와 등장인물의 대화가 실제 영화 속 내용을 적절히 참고하여 쥬라기 공원의 팬들에게 큰 만족감을 선사해주고, 비록 쥬라기 공원의 내용을 모르는 플레이어도 재밌게 플레이할 수 있는 경영시뮬레이션 게임이라고 밝혔다. 아쉬운 점으로는 다소 미흡한 튜토리얼을 꼽았다. IGN은 공룡들의 자세한 모델링과 영화와 똑같은 공룡의 울음소리가 훌륭하다고 평가하였다. 그러나, 35종이 넘는 공룡의 게놈을 반복적으로 해금하고 추출하는 것이 지루하게 느껴졌고, 맵의 규모가 플레이어가 공원을 창의적으로 꾸미기에 제약적이라고 평가하였다. 또한 레인저 팀 차량에 내구도 개념이 존재하지 않기 때문에, 육식 공룡이 코 앞에서 돌아다니는 레인저 팀을 그저 바라보거나 무시하는 것이 어색하다고 평했다. 관람객들의 개인적인 느낌이나 생각을 알 수 없는 부분 또한 지적하며 전체적으로 쥬라기월드: 에볼루션이 아쉽다고 평가하였다. 디스트럭토이드는 대중에게 잘 알려지지 않은 기가노토사우루스나 데이노니쿠스를 등장시킨 점을 높이 평가하였다.